# Camino de San Vicente Mártir
El camino de San Vicente Mártir es una ruta que recorren los peregrinos desde Huesca hasta Valencia como veneración a San Vicente Mártir.

## Historia
San Vicente Mártir fue un diácono del obispo Valero, de Zaragoza, a finales del siglo III. Fue martirizado por Daciano, en la ciudad de Valencia y se le enterró en la misma ciudad. 
Con la incursión de los árabes se traslada su cuerpo hasta Portugal. Sus restos fueron venerados durante años en la Ermita de San Vicente de la Roqueta, a las afueras de la ciudad árabe y medieval de Valencia.

## Recorrido
El camino de San Vicente Mártir, comienza en Huesca y finaliza en Valencia. Recorre las tierras de Huesca, Zaragoza, Teruel, Castellón y Valencia. En total son aproximadamente 650 km. Su trazado sigue la calzada romana Laminium (en la zona aragonesa), y la Vía Augusta (en la zona valenciana).